# Angraecopsis amaniensis
Angraecopsis amaniensis es una orquídea epífita originaria del este de África tropical.

## Distribución y hábitat
Se distribuye por Kenia, Tanzania, Malaui, Mozambique y Zimbabue. Habita en zonas de alta precipitación pluvial, bosques siempreverdes y, en ocasiones, sobre las rocas a altitudes de 750 a 2100 m s. n. m., prefiere clima cálido a fresco.

## Descripción
Es una orquídea de pequeño tamaño, con tallo muy corto que soporta de 2 a 4 estrechas hojas elípticas, de color azul verdoso, casi carnosas, a veces caducas. En otoño produce una inflorescencia colgante, a veces varias al mismo tiempo (de 5 a 10 cm de largo), que emite multitud de fragantes flores (hasta 20), con el aroma del lirio del valle y dispuestas en doble fila.

## Cultivo
Esta planta se suele ubicar en macetas o cestas colgadas para que pueda exhibir sus varas florales colgantes. Es necesario proporcionarle sombra moderada, humedad alta y darle un descanso invernal más fresco y seco.

## Taxonomía
Angraecopsis amaniensis fue descrita por Victor Samuel Summerhayes y publicado en Botanical Museum Leaflets 11: 259. 1945.
Etimología
Angraecopsis: nombre genérico que se refiere a su parecido con el género Angraecum.
amaniensis: epíteto geográfico que alude a su localización en Amani, una ciudad de Tanzania.
Sinonimia
- Angraecopsis tenuicalcar Summerh. 1945;
- Diaphananthe tenuicalcar Summerh. 1945;
- Rhipidoglossum tenuicalcar (Summerh.) Garay 1972[1][3][4]